# Andrea Caracciolo
Andrea Caracciolo (ur. 18 września 1981 w Mediolanie) – piłkarz włoski grający na pozycji napastnika. Zawodnik FeralpiSalò.

## Kariera klubowa
Caracciolo rozpoczął piłkarską karierę w małym klubie AS Sancolombano Calcio i w latach 1998–2000 występował z nim w Serie D. W 2000 roku przeszedł do Como Calcio, ale nie rozegrał tam żadnego meczu i jeszcze w trakcie sezonu został piłkarzem US Pro Vercelli, z którym grał na boiskach Serie C2. Latem 2001 Caracciolo zmienił barwy klubowe i został zawodnikiem Brescii Calcio. W Serie A zadebiutował jednak rok później, 6 stycznia w przegranym 1:2 spotkaniu z Bologną. Z Brescią utrzymał się w lidze, ale nie mogąc wygrać rywalizacji z Luką Tonim, Roberto Baggio i Iglim Tare latem 2002 odszedł do Perugii. Tam grywał więcej jak w Brescii, ale znów był rezerwowym, tym razem dla pary Zisis Wrizas – Fabrizio Miccoli.
W 2003 roku Caracciolo wrócił do Brescii. Drugi pobyt w tym klubie okazał się dużo bardziej udany. W sezonie 2003/2004 Andrea strzelił 11 goli dla tego klubu przyczyniając się do zajęcia 11. miejsca. Natomiast w sezonie 2004/2005 uzyskał jeszcze lepszy dorobek bramkowy i z 12 golami na koncie został najlepszym strzelcem klubu, który opuścił szeregi Serie A.
Latem 2005 Caracciolo za 8 milionów euro przeszedł do US Palermo. W jego barwach zadebiutował 28 sierpnia w zremisowanym 1:1 meczu z Parmą. W lidze zdobył 9 bramek, najwięcej w zespole, a jedną dołożył w rozgrywkach Pucharu UEFA. Z Palermo zajął 5. miejsce w lidze. W sezonie 2006/2007 Andrea spisywał się słabiej niż przed rokiem i tylko pięciokrotnie trafił do siatki rywali. Po sezonie, który Palermo znów zakończyło na 5. pozycji, został wypożyczony do Sampdorii, w której zastąpił odchodzącego do Udinese Calcio, Fabio Quagliarellę.
Na początku 2008 roku Caracciolo został graczem drugoligowej Brescii Calcio. W sezonie 2008/2009 strzelił w Serie B 15 goli.
| Sezon   | Klub                   | Kraj   | Rozgrywki | Mecze | Bramki |
| ------- | ---------------------- | ------ | --------- | ----- | ------ |
| 1998/99 | AS Sancolombano Calcio | Włochy | Serie D   | 23    | 3      |
| 1999/00 | AS Sancolombano Calcio | Włochy | Serie D   | 30    | 8      |
| 2000/01 | Como Calcio            | Włochy | Serie C1  | 0     | 0      |
| 2000/01 | US Pro Vercelli        | Włochy | Serie C2  | 10    | 0      |
| 2001/02 | Brescia Calcio         | Włochy | Serie A   | 7     | 2      |
| 2002/03 | AC Perugia             | Włochy | Serie A   | 22    | 2      |
| 2003/04 | Brescia Calcio         | Włochy | Serie A   | 31    | 11     |
| 2004/05 | Brescia Calcio         | Włochy | Serie A   | 34    | 12     |
| 2005/06 | US Palermo             | Włochy | Serie A   | 35    | 9      |
| 2006/07 | US Palermo             | Włochy | Serie A   | 27    | 5      |
| 2007/08 | UC Sampdoria           | Włochy | Serie A   | 12    | 1      |
| 2007/08 | Brescia Calcio         | Włochy | Serie B   | 15    | 7      |
| 2008/09 | Brescia Calcio         | Włochy | Serie B   | 31    | 15     |
| 2009/10 | Brescia Calcio         | Włochy | Serie B   | 35    | 24     |
| 2010/11 | Brescia Calcio         | Włochy | Serie A   | 33    | 12     |
| 2011/12 | Genoa CFC              | Włochy | Serie A   | 12    | 1      |

## Kariera reprezentacyjna
W 2002 roku Caracciolo zadebiutował w młodzieżowej reprezentacji Włoch U-20. Następnie grał w kadrze U-21 i łącznie w obu reprezentacjach wystąpił w 12 spotkaniach i strzelił 2 gole. W 2004 roku zdobył młodzieżowe mistrzostwo Europy U-21.
W pierwszej reprezentacji „Squadra Azzurra” Andrea zadebiutował 17 listopada 2004 w wygranym 1:0 spotkaniu z Finlandią. W 68. minucie spotkania zmienił Lukę Toniego. Do kadry powrócił 16 sierpnia 2006, gdy wystąpił za kadencji Roberto Donadoniego w meczu z Chorwacją (0:2).